# فلایینگ داچمن رکوردز
فلایینگ داچمن رکوردز (انگلیسی: Flying Dutchman Records) شرکت نشر موسیقی آمریکایی است، که در سال ۱۹۶۹ توسط باب تیله تأسیس شد.